# حسین کوشکی
حسین کوشکی (زاده ۲۲ مهٔ ۱۹۸۴) یک بازیکن فوتبال اهل ایران است.

## باشگاهی
وی سابقه بازی در تیم‌های استقلال تهران، پیام مشهد، راه‌آهن، برق شیراز، داماش گیلان، صنعت آبادان و صبای قم را دارد.